# Hyla zhaopingensis
Hyla zhaopingensis es una especie de anfibios de la familia Hylidae. Es endémica de China.
Sus hábitats naturales incluyen bosques tropicales o subtropicales secos y a baja altitud, pantanos, marismas de agua dulce, corrientes intermitentes de agua, tierra arable, plantaciones, jardines rurales, zonas previamente boscosas ahora muy degradadas, estanques y tierras de irrigación. Está amenazada de extinción por la destrucción de su hábitat natural.